# 1969 год в авиации
Список событий в авиации в 1969 году.

## События
- 9 февраля — первый полёт пассажирского самолёта Boeing 747.
- 21 мая — первый полёт советского военно-транспортного самолёта Ан-26.
- 5 июня — опытный образец Ту-144 первый раз совершил полёт со сверхзвуковой скоростью.
- 1 июля — первый полёт самолёта С-32-1, предсерийного прототипа Су-17 (лётчик-испытатель Евгений Кукушев).[1]
- 20 августа — первый полёт прототипа аргентинского штурмовика FMA IA 58 Pucará.
- 30 августа — впервые взлетел дальний сверхзвуковой ракетоносец-бомбардировщик с изменяемой геометрией крыла Ту-22М[2].
- 15 сентября — на базе располагавшегося в Ставрополе филиала Армавирского высшего военного авиационного училища лётчиков ПВО, было создано Ставропольское высшее военно-авиационное училище лётчиков и штурманов[3].
- 19 сентября — первый полёт вертолёта В-24 прототипа Ми-24 (лётчик-испытатель Г. В. Алфёров).
- 31 декабря — приказом МО СССР № 0029 была создана Саратовская военная авиационная школа пилотов, впоследствии Саратовское высшее военное авиационное училище лётчиков (Саратовское ВВАУЛ).

### Без точной даты
- Сформирована польская пилотажная группа Бело-красные Искры.